# Ría de Limpias
La ría de Limpias es un cuerpo de agua situado en Cantabria (España). Es una subdivisión de la zona más interior de la bahía de Santoña, comprendiendo el espacio situado entre la localidad de Limpias y el puente de Treto por su rama oriental; el brazo occidental recibe el nombre de «ría de Angustina». A partir del puente, esa zona de la bahía recibe el nombre de «ría de Treto». En la ría de Limpias desemboca el río Asón.
Antiguamente existió un astillero en el entorno de Colindres, que sirvió de atarazana de la Corona de Castilla entre los años 1618 y 1699. Sin embargo, la problemática de la botadura de galeones en la ría indujo su traslado a Guarnizo. Otros autores señalan que los astilleros antiguamente existentes en la ría correspondían a un pueblo llamado Marrón, cuya importancia dio su nombre a toda la bahía de Santoña, que entonces se llamaba ría de Marrón.